# Краку-Лунг
Краку-Лунг (рум. Cracu Lung) — село у повіті Мехедінць в Румунії. Входить до складу комуни Іловец.
Село розташоване на відстані 272 км на захід від Бухареста, 21 км на північ від Дробета-Турну-Северина, 104 км на північний захід від Крайови.

## Населення
За даними перепису населення 2002 року у селі проживали 82 особи, усі — румуни. Усі жителі села рідною мовою назвали румунську.